# Don L. Lind
Don Leslie Lind (* 18. Mai 1930 in Midvale, Utah; † 30. August 2022 in Logan, Utah) war ein amerikanischer Astronaut.
Lind studierte nach dem Abschluss der High School Physik und erlangte 1953 an der University of Utah in Salt Lake City den Bachelor-Titel. Im Jahr darauf trat er in die US-Marine ein und absolvierte drei Jahre Militärdienst. Von 1957 bis 1964 arbeitete er als Forscher in Berkeley (Kalifornien). 1964 erhielt er von der University of California den Doktorgrad in Nuklearphysik. Bis 1966 arbeitete er in Greenbelt (Maryland) am Goddard Space Flight Center der NASA als Weltraumphysiker.

## Astronautentätigkeit
Danach war Lind Astronaut am Johnson Space Center in Houston, wo er zunächst im Astronautenbüro arbeitete. 1975/76 arbeitete er als Post-Doktorand am Geophysical Institute der University of Alaska in Fairbanks. 1985 nahm er an seinem ersten und einzigen Raumflug teil (STS-51-B). Nach seiner Astronautenkarriere war er von 1986 bis 1995 Physikprofessor an der Utah State University in Logan.

### Reservebesatzung für Skylab
Seine erste Einteilung zu einem Raumflug erhielt Lind im Januar 1972, als er zusammen mit Kommandant Vance Brand und Wissenschaftsastronaut William Lenoir für die Ersatzmannschaft von Skylab 3 und Skylab 4 nominiert wurde.
Während der zweiten Skylab-Mission Skylab 3 traten an zwei von vier Steuertriebwerksystemen (Quads) des Apollo-Raumschiffs Probleme auf. Zwar war das Raumschiff auch noch mit zwei Quads voll steuerbar, es bestand jedoch das Risiko, dass die zwei Defekte zusammenhingen und auch die restlichen beiden Quads ausfielen, was eine Rückkehr zur Erde unmöglich machen würde.
Unter normalen Umständen wäre die Mission abgebrochen worden. Weil aber die Möglichkeit eines Rettungsflugs bestand, konnte das Problem in Ruhe analysiert werden. Gleichzeitig lief aber die Vorbereitung des Rettungsflugs auf Hochtouren. Die Arbeiten an Startrampe, Rakete und Raumschiff liefen ab dem 3. August 1973 rund um die Uhr. Damit wäre ein Start am 9. September möglich gewesen.
Als Besatzung für diesen Rettungsflug standen Kommandant Brand und Pilot Lind bereit, weil diese zusammen mit dem Wissenschaftsastronauten Lenoir die Ersatzmannschaft für Skylab 3 bildeten.
Es stellte sich heraus, dass die beiden Probleme an den Steuertriebwerken voneinander unabhängig waren, und die beiden anderen Quad-Systeme nicht beeinträchtigt waren. Ab dem 13. August 1973 wurde dann wieder im normalen Tempo gearbeitet, so dass ein Start noch am 25. September möglich wäre. Ab dem 10. September 1973 wurde das Raumschiff in einem Zustand gehalten, der einen Start innerhalb der nächsten neun Tage ermöglicht hätte. Mit der Wasserung von Skylab 3 am 25. September wurde der Starttermin wieder auf den 10. November 1973 gelegt. Das Problem wurde gelöst, die Rettungscrew kam nicht zum Einsatz.

### STS-51-B
Am 29. April 1985 startete die Mission vom Kennedy Space Center. Lind war Missionsspezialist und betreute mit den übrigen sechs Mannschaftsmitgliedern das Spacelab. Es wurden biologische, geo- und flüssigkeitsphysikalische sowie materialwissenschaftliche Experimente durchgeführt. Außerdem wurde der Wissenschaftssatellit NUSAT ausgesetzt. Das geplante Aussetzen des Militärsatelliten GLOMR konnte nicht durchgeführt werden. Am 6. Mai erfolgte die Landung auf der Edwards Air Force Base in Kalifornien.
Zum Zeitpunkt des Starts war Lind 54 Jahre alt und nach seinem Missionskameraden William Thornton der bis dahin zweitälteste Raumfahrer. Darüber hinaus war er der bisher älteste Weltraumneuling, dieser Rekord wurde jedoch noch im selben Jahr von Karl Henize überboten.

## Privates
Lind war verheiratet und hatte sieben Kinder.